# 겨울의 라이온
《겨울의 라이온》(영어: The Lion in Winter)은 1968년 개봉한 역사 드라마 영화이다. 앤소니 하비가 감독을 맡았으며, 제임스 골드먼의 동명 희곡이 영화의 원작이다. 1968 골든 글로브상 드라마 영화 작품상 수상작이며, 1968년 연간 총수익 12위를 하며 상업적으로도 성공을 하였다.

## 줄거리
1183년 중세 앙주 제국이다. 50세의 헨리 2세는 왕위 계승 서열을 정하기 위해 투렌 시농의 성에 가족들을 불러 크리스마스를 보낸다. 그는 막내아들 존이 왕위를 계승하기를 바라는 반면, 헨리에 의해 휴가를 위해 잉글랜드의 투옥에서 사면된 그의 별거 중인 아내 엘레오노르 다키텐 여공작은 검증된 전사인 그들의 살아남은 장남 리처드 1세를 선호한다.
헨리는 루이 7세의 첫 남편인 필리프 2세의 아들이자 후계자인 필리프 2세를 초대하여 일부 사업을 정리한다. 루이는 헨리의 미래 상속인에게 필립의 이복 여동생이자 현재 헨리의 정부인 프랑스의 아델을 약혼시키는 조약을 헨리와 맺었다. 필립은 결혼 또는 파리 근처의 전략적으로 중요한 벡상 백작령인 그녀의 지참금 반환을 요구한다.

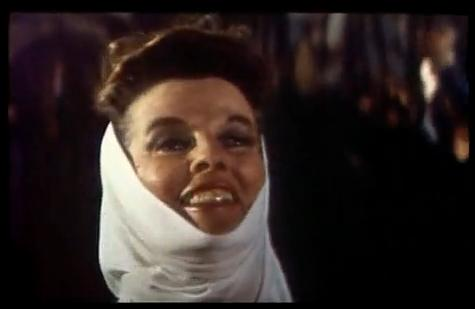
캐서린 헵번이 엘레오노르 다키텐 여공작으로 출연하여 오스카상을 수상한 연기

헨리는 엘레오노르가 아키텐 공국을 포기하는 대가로 알래즈를 리처드에게 주어 결혼시키고 그를 후계자로 삼는 데 동의한다. 그녀는 자신의 선물로 자유를 얻어 존에게 계속 붙어있기를 원한다. 결혼식에서 이 합의가 드러나자 아키텐을 탐내던 리처드는 결혼을 거부하는데, 이는 헨리가 예상했던 바이다.
헨리의 계략에서 배신을 감지한 존은 그의 둘째 형제인 조프루아 2세 드 브르타뉴 공작에게 조종당해 필립과 함께 헨리에게 전쟁을 일으키는 대가로 존의 재상으로 임명된다. 리처드는 존과 제프리가 커튼 뒤에 숨어있는 동안 필립과 공모한다. 헨리와 필립은 세 왕자가 모두 숨어있는 가운데 조건을 논의하기 위해 만난다. 필립은 존과 제프리, 그리고 리처드와도 따로 공모했으며, 자신과 리처드가 한때 연인이었을 수도 있다고 밝힌다. 필립은 그들의 낭만적인 관계가 항상 계략이었다고 주장한다. 리처드가 나타나 이를 비난하지만, 필립은 항상 리처드의 모습과 접촉을 혐오했다고 말하며 더 깊이 칼을 꽂는다.
아들들의 한계와 자신에 대한 음모를 깨달은 헨리는 세 명 모두 부적합한 후계자로 일축하고 그들을 감금한다. 그는 교황에게 엘레오노르와의 결혼 무효를 요구하고, 그 후 알래즈와 결혼하여 새로운 아들을 가질 계획으로 로마로 여행을 준비한다. 그녀는 그가 어떤 새로운 후계자라도 죽일 것이기 때문에 배신적인 자식들을 감옥에서 절대 풀어줄 수 없을 것이라고 반대한다.
헨리는 자신의 계획에 대한 위험을 인지하고 세 아들과 한꺼번에 대면한다. 그들을 죽음으로 선고하며 그는 리처드에게 칼을 들어 올리지만, 칼날은 리처드의 어깨에 아무 해 없이 떨어진다. 울면서 그는 세 사람이 탈출하게 내버려 둔다. 자신의 희망이 사라졌고 엘레오노르에게 저지당했다는 것을 깨달은 그는 체념하고 비참하게 그녀의 품에 쓰러진다.
아침에 그녀는 자신의 배를 타고 떠나며 손을 흔들고, 그는 명랑한 헛소리를 외치며 서로에 대한 사랑을 깨닫는다. 그들은 내년에 다시 결투를 벌일 것이다.

## 출연

### 주연
- 캐서린 헵번
- 피터 오툴
- 안소니 홉킨스

### 조연
- 존 캐슬
- 나이젤 테리
- 티모시 달튼
- 제인 메로우
- 나이젤 스탁
- 케네스 이베스
- O.Z. 화이트헤드
- 케네스 그리피스
- 헨리 울프

## 기타
- 원작자: 제임스 골드먼
- 의상: 마가렛 퍼스

## 같이 보기
- 크리스마스 영화 목록